# Campeonato Sub-20 de la OFC 1985
El Campeonato Sub-20 de la OFC 1985 se llevó a cabo del 15 al 214 de febrero en Sídney, Australia y contó con la participación de 6 selecciones juveniles de Asia y Oceanía.
Australia fue el campeón del torneo tras ser el que sumara más puntos durante el torneo.

## Participantes
| - Australia (anfitrión) - Fiyi | - Israel - Nueva Zelanda | - Papúa Nueva Guinea - Taiwán |

## Fase final
| País               | J | G | E | P | GF | GC | GD  | Pts |
| ------------------ | - | - | - | - | -- | -- | --- | --- |
| Australia          | 5 | 5 | 0 | 0 | 20 | 4  | +16 | 10  |
| Israel             | 5 | 3 | 1 | 1 | 15 | 6  | +9  | 7   |
| Nueva Zelanda      | 5 | 3 | 0 | 2 | 21 | 9  | +12 | 6   |
| Taiwán             | 5 | 2 | 0 | 3 | 7  | 12 | –5  | 4   |
| Fiyi               | 5 | 1 | 1 | 3 | 9  | 12 | –3  | 3   |
| Papúa Nueva Guinea | 5 | 0 | 0 | 5 | 2  | 31 | –29 | 0   |

| 15 de febrero | Fiyi               | 5–1  | Papúa Nueva Guinea |
|               | Taiwán             | 1–3  | Israel             |
|               | Australia          | 2–1  | Nueva Zelanda      |
| 17 de febrero | Israel             | 6–0  | Papúa Nueva Guinea |
|               | Taiwán             | 1–4  | Nueva Zelanda      |
|               | Fiyi               | 1-6  | Australia          |
| 20 de febrero | Nueva Zelanda      | 11–0 | Papúa Nueva Guinea |
|               | Israel             | 0–0  | Fiyi               |
|               | Australia          | 3–0  | Taiwán             |
| 22 de febrero | Taiwán             | 2–1  | Fiyi               |
|               | Nueva Zelanda      | 2–4  | Israel             |
|               | Papúa Nueva Guinea | 0-6  | Australia          |
| 24 de febrero | Taiwán             | 3–1  | Papúa Nueva Guinea |
|               | Nueva Zelanda      | 3–2  | Fiyi               |
|               | Australia          | 3–2  | Israel             |

## Campeón
| Campeonato Sub-20 de la OFC 1985 |
| -------------------------------- |
| Bandera de Australia             |
| Australia 3º Título              |

## Clasificados al Mundial Sub-20
- Australia